# غيادا دي ميكيلي
غيادا دي ميكيلي (بالإيطالية: Giada Di Miceli)‏ هي إذاعية ومقدمة تلفزيونية وممثلة إيطالية، ولدت في 18 يناير 1981 في روما في إيطاليا.

## وصلات خارجية
- غيادا دي ميكيلي على موقع IMDb (الإنجليزية)
- غيادا دي ميكيلي على موقع قاعدة بيانات الفيلم (الإنجليزية)